# عبد العزيز المقبالي
عبد العزيز المقبالي (مواليد 23 أبريل 1989) هو لاعب كرة قدم عماني يلعب حاليا مع نادي السويق والمنتخب العماني لكرة القدم. يجيد اللعب في خط الهجوم.

## مسيرته
استهل مشاركاته الدولية مع المنتخب خلال مواجهة أستراليا في الدور الثالث من تصفيات كأس العالم 2014 في سيدني حين خسرت عمان 0-3. لاحقا سجل أول أهدافه في دور المجموعات عندما فاز المنتخب 2-0 على تايلاند لتضمن عمان تأهلها إلى الدور الرابع من التصفيات، لأول مرة منذ عام 2002.

## أهدافه الدولية
| # | موعد           | مكان       | الخصم   | الحصيلة | النتيجة | المسابقة                                |
| - | -------------- | ---------- | ------- | ------- | ------- | --------------------------------------- |
| 1 | 29 فبراير 2012 | مسقط، عمان | تايلاند | 0-2     | فوز     | تصفيات آسيا لكأس العالم لكرة القدم 2014 |

## روابط خارجية
- عبد العزيز المقبالي على موقع الاتحاد الدولي (مؤرشف)  (الإنجليزية)
- عبد العزيز المقبالي على موقع قاعدة بيانات كرة القدم.إي يو (الإنجليزية)
- عبد العزيز المقبالي على موقع ناشيونال فوتبول تيمز (الإنجليزية)
- عبد العزيز المقبالي على موقع Soccerway.com (الإنجليزية)
- عبد العزيز المقبالي على موقع كووورة